# Diorhabda elongata
Diorhabda elongata är en skalbaggsart som först beskrevs av Gaspard Auguste Brullé 1832.  Diorhabda elongata ingår i släktet Diorhabda och familjen bladbaggar. Inga underarter finns listade i Catalogue of Life.

## Bildgalleri

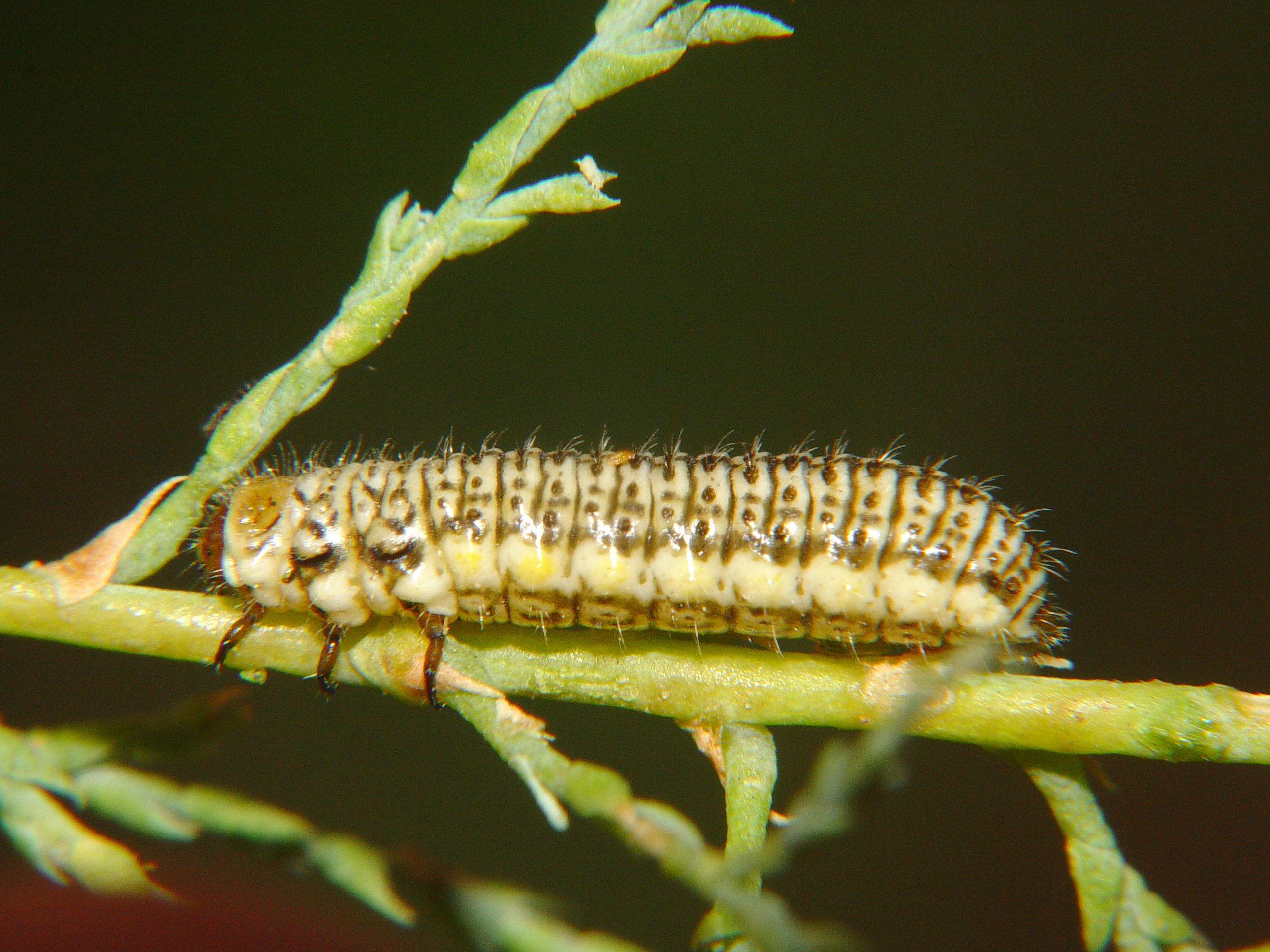
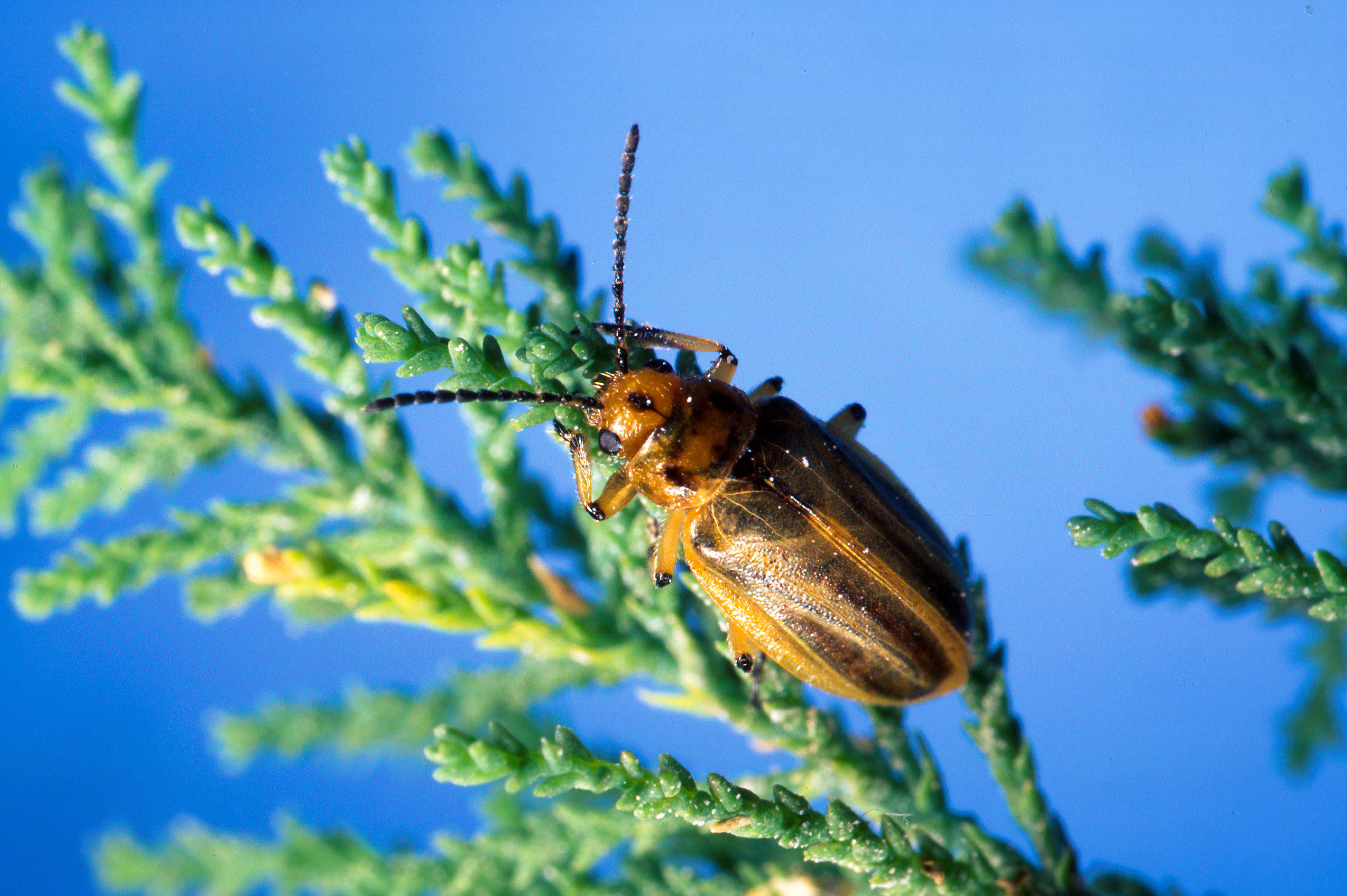